# Zlodowacenie podlaskie
Zlodowacenie podlaskie (północno-wschodnio-polskie, Narwi, w systemie alpejskim – Günz, a Ameryce Północnej – Nebrascan) – najstarsze ze zlodowaceń plejstoceńskich. Jego trwanie jest określane na 1200-950 tys. lat temu. Po nim nastąpił interglacjał przasnyski.

## Zasięg i charakterystyka
Zlodowacenie to objęło swym zasięgiem tereny Niziny Szczecińskiej i Pobrzeża Szczecińskiego oraz północno-wschodnią część kraju po północne krańce Wyżyny Lubelskiej, rejon ujścia Pilicy do Wisły, a granicę na zachodzie stanowiła w przybliżeniu dolina dolnej Wisły.
Wkroczyło ono na tereny Polski dwoma lobami (jęzorami):
- na północ od Szczecina po Kołobrzeg
- oraz na linii Ustka – Kościerzyna – Kwidzyn – Mława – Warszawa – Mielnik n.Bugiem – Brześć

W trakcie zlodowacenia podlaskiego dominowało wietrzenie mrozowe, denudacja a następnie sedymentacja osadów rzecznych. Glina morenowa tego najstarszego zlodowacenia została stwierdzona odkrywkowo koło Modlina, gdzie zachowała się tylko w strzępach, oraz w wierceniach na obszarze Podlasia i północnego Mazowsza (Maków Mazowiecki, Różan).
Określenie dokładnego zasięgu tego zlodowacenia jest bardzo trudne, gdyż jego utwory nie występują właściwie na powierzchni terenu.